# Satmyrsjön
Satmyrsjön är en sjö i Vindelns kommun i Västerbotten och ingår i Umeälvens huvudavrinningsområde. Sjön har en area på 0,875 kvadratkilometer och ligger 193,9 meter över havet. Sjön avvattnas av vattendraget Satmyrån.

## Delavrinningsområde
Satmyrsjön ingår i det delavrinningsområde (712090-167016) som SMHI kallar för Utloppet av Satmyrsjön. Medelhöjden är 207 meter över havet och ytan är 4,66 kvadratkilometer. Räknas de 8 avrinningsområdena uppströms in blir den ackumulerade arean 105,13 kvadratkilometer. Satmyrån som avvattnar avrinningsområdet har biflödesordning 3, vilket innebär att vattnet flödar genom totalt 3 vattendrag innan det når havet efter 84 kilometer. Avrinningsområdet består mestadels av skog (56 procent) och sankmarker (11 procent). Avrinningsområdet har 0,87 kvadratkilometer vattenytor vilket ger det en sjöprocent på 18,7 procent.